# Esporte Clube São João da Barra
Esporte Clube São João da Barra é uma agremiação esportiva da cidade de São João da Barra, no estado do Rio de Janeiro, fundada a 31 de julho de 2009.

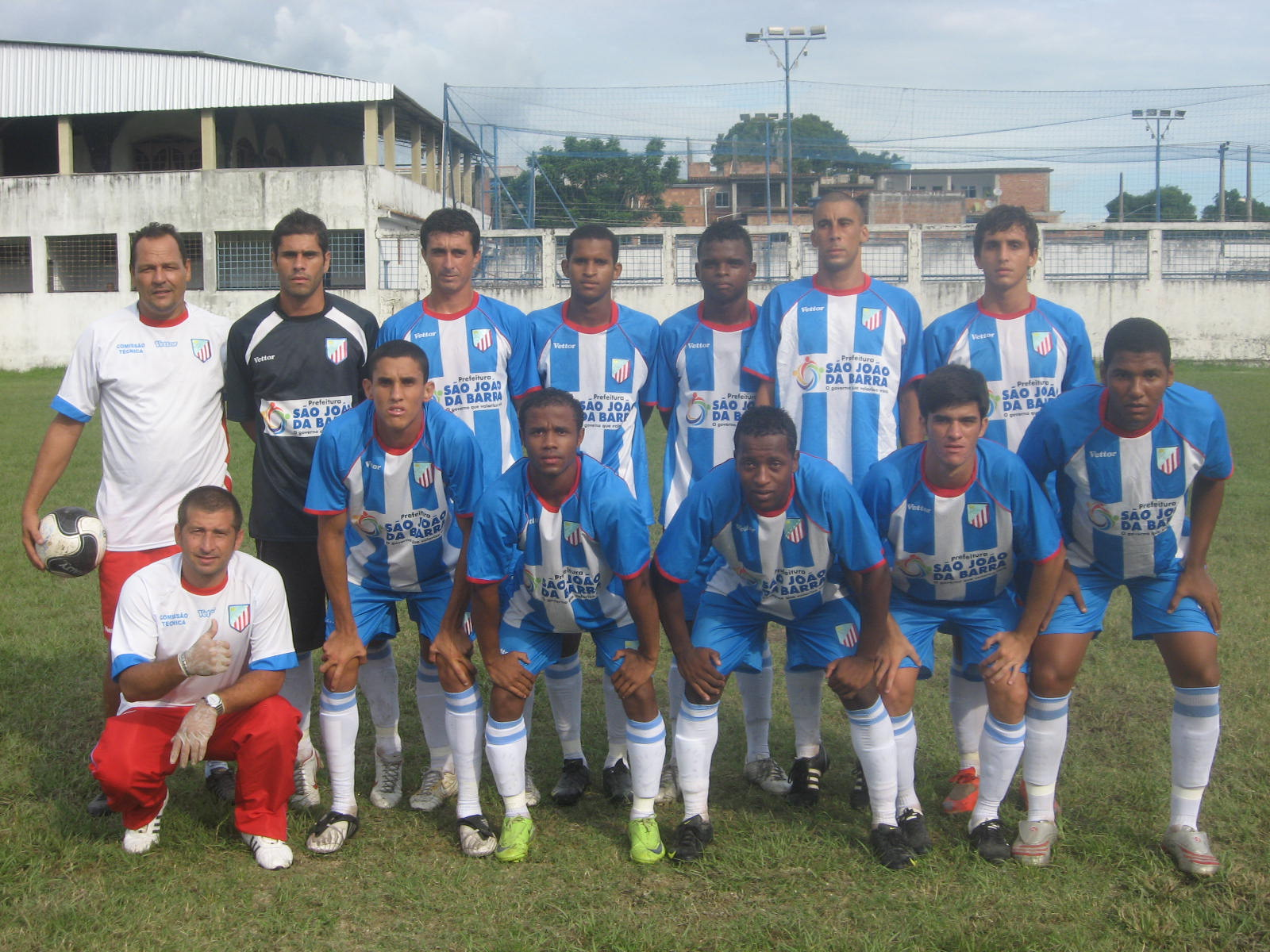
Equipe profissional do E.C São João da Barra em 2010

## História
Homônimo do São João da Barra Futebol Clube, que disputou o Campeonato Estadual da Terceira Divisão de Profissionais do Rio de Janeiro em 2007 e 2008, o Esporte Clube São João da Barra é uma agremiação recém-fundada que estreia no profissionalismo ao disputar o Campeonato Estadual da Série C em 2010.
O E.C São João da Barra entrou em campo no dia 14 de março para enfrentar a equipe do Heliópolis Atlético Clube.  pela primeira rodada da Terceira Divisão do Campeonato Estadual 2010, e logo no primeiro jogo o time  venceu por 6 a 1.
Na primeira fase do certame se classifica em segundo em seu grupo, atrás somente do primeiro colocado Associação Desportiva Itaboraí. O terceiro classificado da chave seria o Serra Macaense Futebol Clube, ficando eliminados Canto do Rio Football Club e Heliópolis Atlético Clube.
Na segunda fase, é o primeiro colocado, se classificando juntamente com o Serra Macaense Futebol Clube. Clube Atlético Castelo Branco e Esporte Clube Nova Cidade são eliminados.
Na terceira fase se classifica em segundo lugar, atrás somente do líder Barra Mansa Futebol Clube. Associação Desportiva Itaboraí e Esprof Atlético de Futebol e Clube são eliminados. Nas semifinais elimina o Serra Macaense Futebol Clube com uma vitória por 1 a 0 em São João da Barra e um empate sem gols em Macaé, chegando à final do campeonato e, por conseguinte, sendo promovido ao Campeonato Estadual da Série B de 2011. Na finalíssima vence em casa a equipe do Barra Mansa Futebol Clube por 1 a 0, empatando sem abertura de contagem na casa do adversário, sagrando-se campeão do certame, ao mesmo tempo em que comemorava um ano de fundação.
Em 2011, disputa o Campeonato Estadual da Série B, não conseguindo chegar à fase final, por conta de uma polêmica envolvendo a classificação por índice técnico, entrando o Teresópolis Futebol Clube em seu lugar.
Em 2012, a equipe promove boa campanha, se classifica para a fase final, mas não consegue o acesso à Série A, terminando o campeonato entre as cinco primeiras. O técnico Manuel Neto deixa a equipe no meio da competição e atrapalha o andamento da campanha. Luiz Antonio Zaluar o substituiu, porém, sem manter a mesma rotina de vitórias.
Em dezembro de 2013, o clube contratou Andrade, ex-treinador do Flamengo, para a temporada 2014.
Em 2014, a equipe conquistou o Torneio Interior.
Em 2015, no início da temporada, o clube enfrentou o Itapemirim, no Espírito Santo, e saiu derrotado, por 4 a 0, em um amistoso interestadual.  Ao final da temporada, a equipe foi rebaixada à Série C do estadual. Ao final da competição, a diretoria resolveu dissolver todo o elenco e solicitou licença na FERJ.

## Títulos
| Estaduais                       | Estaduais | Estaduais  | Estaduais |
| Competição                      | Títulos   | Temporadas |           |
| ------------------------------- | --------- | ---------- | --------- |
| Torneio Interior                | 1         | 2014       |           |
| Campeonato Carioca - 3ª divisão | 1         | 2010       |           |

## Fonte
- VIANA, Eduardo. Implantação do futebol Profissional no Estado do Rio de Janeiro. Rio de Janeiro: Editora Cátedra, s/d.